# Aurélia Truel
Pour les articles homonymes, voir Truel.
Aurélia Truel, née le 4 avril 1975 à Paris, est une athlète française spécialisée en trail et licenciée au club de Choisy-le-Roi. Membre de l'équipe de France de trail depuis 2011, elle est notamment vice-championne du monde de trail 2013 et quadruple championne du Monde de trail par équipe (2011, 2013, 2015 et 2016).

## Ses débuts
Elle a commencé sa carrière sportive en cross-country (septième aux championnats de France junior en 1995) avant de s'orienter vers les courses sur route : semi-marathon (record à 1 h 16 min 50 s en 1996 à Nogent-sur-Marne) et marathon (record à 2 h 47 en 2000 au marathon de Paris).
Elle se lance ensuite sur les courses de montagne et ses performances (notamment un podium aux championnats de France en 1998) lui valent d'être sélectionnée à deux reprises en équipe de France de course de montagne pour les championnats d'Europe et du Monde de la discipline[réf. souhaitée].

## Son arrivée en trail
En suivant ses amis de club, Aurélia Truel s'inscrit et remporte pour sa première participation le marathon des Causses (trail nature lors du Festival des Templiers 2008). Elle décide de s’y consacrer et obtient deux victoires, une seconde place au Trail de la Côte d'Opale et une troisième place aux Gendarmes et Voleurs de Temps 2009.
En 2010, elle est troisième à la Course des Templiers (finale pour le titre de champion(ne) de France de trail).

## La consécration
Elle est sélectionnée en équipe de France de Trail pour les championnats du monde de trail 2011 en Irlande elle remporte une quatrième place en individuel et devient championne du Monde de Trail par équipe.
Cela ne l'empêche pas de gagner la même année des manches du Trail Tour national notamment Éco-Trail de Paris 2011 et le Trail de la Côte d'Opale.
Elle travaille en tant qu'agent espaces verts et terrains de sports dans un parc en région parisienne.

## 2012: année compliquée
Après une année 2011 exceptionnelle, Aurélia Truel a fait le choix de récupérer physiquement (et psychologiquement) début 2012 puis a ensuite été victime d’enchaînements de blessures (entorses...) qui ont complètement gâchés son année 2012. Cependant, elle remporte tout de même La Mona Lisa lors du Festival des Templiers et se consacre aux championnats du monde de trail 2013.

## 2013: année à gros objectifs
Après une saison 2012 minée par les blessures, Aurélia Truel se fixe 2 objectifs : les mondiaux de trails qui ont eu lieu le 6 juillet 2013 à Conwy (Pays de Galles) et le Festival des Templiers (27 octobre 2013 à Millau). Le 1er est atteint en ayant pris la 2e place en individuel et conservé son titre mondial par équipe, le 2nd a été réussi même si les attentes étaient un peu supérieures.

## 2014: place au plaisir
En cette année pré-mondiale, Aurélia Truel y étant officiellement qualifiée, elle a décidé d'aller courir la Transvulcania, la Tecnica Maxi-Race (parcours des mondiaux de trail 2015) ainsi que les Championnats de France.

## Palmarès
2014 :
- Vainqueur du 30 km de l'Éco-Trail de Paris

2013 :
- 3e à la Course des Templiers
- Vice-championne du Monde de Trail en individuel et championne du Monde de Trail par équipe
- Vainqueur  du Trail du Donjon
- Vainqueur du Trail de la Fontaine du Vaucluse

2012 :
- Vainqueur de La Mona Lisa

2011 :
- Vainqueur Trail de la Côte d'Opale
- 4e aux championnats du Monde de Trail
- 2e au Trail des Forts de Besançon
- Vainqueur de l'Éco-Trail de Paris, etc.

2010 :
- 3e à la Course des Templiers
- Vainqueur du Pilatrail
- Vainqueur du Phoebus Trail de Gruissan etc.

2009 :
- Vainqueur du Trail de la Drôme
- Vainqueur du Trail d'Aubrac
- 2e au Trail de la Cote d'Opale etc.

2008 :
- Vainqueur du Marathon des Causses des Templiers etc.

2002 :
- Vainqueur du Marathon de Sénart

## Records
- 10 km : 34 min 50 s
- Semi-marathon : 1 h 16 min 50 s
- Marathon : 2 h 47
- Course des Templiers : 7 h 57 min 54 s (71 km - 3,2 km dénivellation positive)
- Éco-Trail de Paris : 7 h 43 min 27 s (80 km - 1,5 km dénivellation positive)
- Trail des Forts de Besançon : 4 h 23 min 17 s (45 km - 2 km dénivellation positive)
- Pilatrail : 4 h 18 min 1 s (44 km - 2,1 km dénivellation positive)